# 窑头山下遗址
窑头山下遗址，位于中国广东省河源市连平县田源镇田西村，为河源市连平县的一个县级文物保护单位，类型为古遗址，公布时间为1986年1月。
窑头山下遗址的历史年代为新石器时代至战国时代。